# Scott Riggs
Russell Scott Riggs (* 1. Januar, 1971 in Bahama, North Carolina) ist ein ehemaliger NASCAR-Rennfahrer. Zuletzt fuhr er den Toyota Camry mit der Nummer 36 für Tommy Baldwin Racing im NASCAR Sprint Cup.

## Karriere

### Frühe Karriere
Riggs begann seine Karriere als Rennfahrer im Alter von 14 Jahren in der American Motorcyclist Association, wo er die Bundesstaatsmeisterschaft in North Carolina zwei Jahre in Folge gewann. Im Alter von 17 begann er in der NASCAR Mini Stock Division zu fahren. Dort gewann er zwölf Rennen in seinen ersten drei Jahren. Das nächste Jahrzehnt lang fuhr er in dieser Serie und war zweimal Champion auf dem Southern National Speedway.
Im Jahre 1999 Riggs gab sein Debüt in der Craftsman Truck Series im Indianapolis Raceway Park. Dort fuhr er mit der Nummer 84 für Long Brothers Racing. Er startete auf Position sieben und beendete das Rennen auf Position 19. Er fuhr ebenfalls auf dem Richmond International Raceway, wo er 23. wurde.
Ein Jahr später, im Jahre 2000, fuhr er den Dodge Ram mit der Startnummer 86 für Impact Motorsports in der Craftsman Truck Series und belegte sieben Top-Ten-Positionen. Gegen Ende der Saison wurde er entlassen und fuhr ein Rennen auf dem California Speedway für Brevak Racing, in dem er 16. wurde. In der nächsten Saison fuhr er für Ultra Motorsports und erfuhr fünf Siege, den ersten auf dem Martinsville Speedway. In der Meisterschaft belegte er Position fünf.

### Nationwide Series
Im Jahre 2002 wechselte Riggs in die Busch Series, der heutigen Nationwide Series, um den Ford Taurus mit der Startnummer 10 für ppc Racing zu fahren. Er gewann sein erstes Rennen auf dem Nashville Superspeedway und zwei Wochen später auch in Kalifornien. Am Ende der Saison belegte er die zehnte Position der Fahrerwertung, sodass er den Rookie of the Year Award gewann. Eine Saison später gewann Riggs zwei weitere Rennen, wobei er eines der Rennen erst in einem spektakulären Überholmanöver in der letzten Runde auf dem Gateway International Raceway für sich entschied. Am Ende des Jahres war er Sechster der Meisterschaft und gewann den Preis für den beliebtesten Piloten, den Most Popular Driver Award.

### Sprint Cup
Im Jahre 2004 unterschrieb Riggs einen Vertrag mit MB2 Motorsports um den Chevrolet Monte Carlo mit der Startnummer 10 zu fahren. Riggs konnte sich für alle Rennen außer einem qualifizieren. Auf dem Dover International Speedway wurde er Fünfter und in der Gesamtwertung am Ende der Saison 29. Er belegte den fünften Platz in der Rookie-of-the-Year-Wertung. 2005 stand er beim Rennen in Martinsville erstmals auf der Pole-Position. Auf dem Michigan International Speedway gelang Riggs außerdem ein zweiter Platz.
Zu Ende des Jahres verließ Riggs das Team und wechselte zu Evernham Motorsports. In der Saison 2006 konnte Riggs wegen eines mechanischen Problems im Qualifying nicht am Daytona 500 teilnehmen und war auch nicht für dieses gesetzt, da er zu wenige Owner Points, Punkte, die von der entsprechenden Autonummer gesammelt wurden, aus der vorangegangenen Saison hatte. Das Team beendete die Saison 2006 in ausreichend guter Position in der Gesamtwertung, so dass es dank der Owner Points einen sicheren Startplatz in den ersten fünf Rennen des Jahres 2007 hatte. Riggs konnte gleich zweimal hintereinander in die Top-10 fahren. Dies war in Martinsville und in Texas der Fall.
Riggs stand auf der Pole-Position für das Coca-Cola 600 und dem Nextel Open, dem Qualifikationsrennen zur NASCAR Nextel All-Star Challenge auf dem Lowe’s Motor Speedway. Er gewann das Rennen und führte in allen außer einer Runde. Bei der NASCAR Nextel All-Star Challenge wurde er dann Zehnter. Sein bestes Endergebnis in einem Rennen in der Saison 2006 war der vierte Platz im Sharpie 500 auf dem Bristol Motor Speedway. Scott Riggs stand ebenfalls beim Bank of America 500 auf der Pole.
Die Saison 2007 verlief problematisch für Riggs. Er fiel aus den Top-35 der Owner Points, hatte somit keinen sicheren Startplatz mehr und verpasste die Qualifikation für mehrere Rennen. Im Sommer verlängerte er seinen Vertrag mit Evernham nicht und am 3. Oktober 2007 wurde bekanntgegeben, dass er in der Saison 2008 die Startnummer 66 von Haas CNC Racing pilotieren werden. In den letzten beiden Rennen des Jahres 2007 wurde er durch Patrick Carpentier ersetzt.
Riggs wurde von Haas CNC entlassen, als das Team Tony Stewart verpflichtete und zu Stewart Haas Racing wurde. Scott Riggs trat darauf Tommy Baldwin Racing bei, um den Toyota Camry mit der Startnummer 36 in der Saison 2009 zu fahren. Später wurde er entlassen, woraufhin Mike Skinner, Brian Simo und Patrick Carpentier seinen Posten übernahmen.
Im Moment ist Riggs ein Free Agent.